# Parosnička vločkovaná
Parosnička vločkovaná (Chaperina fusca) je druh žáby z čeledi parosničkovití (Microhylidae), jediný zástupce rodu Chaperina. Druh popsal francouzský herpetolog François Mocquard roku 1892. Areál výskytu představuje pevninská i ostrovní jihovýchodní Asie.

## Výskyt
Parosnička vločkovaná je obojživelníkem orientální oblasti. Areál výskytu zahrnuje část Malajského poloostrova, Velké Sundy (Borneo, Sumatra) a některé ostrovy Filipín (Palawan, Mindanao a Jolo). Přirozeným biotopem jsou převážně tropické pralesy i druhotné lesy, a to jak v nížinách, tak v nižších horských polohách. Rozsah obývané nadmořské výšky činí asi 150–1300 metrů.

## Popis
Parosnička vločkovaná představuje menší druh žáby, samci typicky dosahují velikosti maximálně 21 mm, o něco větší samice dorůstají maximálně 26 mm. Pozoruhodným znakem je specifické barevné vzorování, pro žáby z tohoto regionu netypické. Svrchní partie těla vynikají řadou malých skvrnek namodralého nebo nazelenalého zbarvení, jež spočívají na hnědém, černém či našedlém podkladu (v závislosti na jedinci). V některých případech mohou být skvrnky výraznější, tehdy často splývají dohromady. Naproti tomu břicho a dílem i boky pokrývá jasné žluté skvrnění. Struktura pokožky je obecně hladká, s roztroušenými bradavičnatými výrůstky. Na loktech a patách vyrůstá ostrý výběžek a špičky prvních tří vnějších prstů předních i zadních končetin jsou diskovité.

## Chování
Parosničky vločkované žijí na lesní půdě nebo kamenech, nicméně zároveň představují i zdatné lezce, schopné zdolat převýšení až 1,5 m. Především samci se mohou snažit z vyvýšených stanovišť vábit potenciální partnerky. Samčí volání však není příliš hlasité, povrchně připomíná spíše cvrkot hmyzu, a i z tohoto důvodu není snadné parosničky objevit ve volné přírodě. Vajíčka parosničky kladou do dočasných vodních nádržek, typicky do fytotelmů či skalních prohlubní, oportunisticky mohou využít i lidské artefakty (jedna ze zaznamenaných snůšek byla např. objevena na toaletě v lesním táboře). Pulci mají neobvykle plochý tvar těla a živí se filtrací.

## Ohrožení
Mezinárodní svaz ochrany přírody (IUCN) pokládá parosničku vločkovanou vzhledem k širokému areálu rozšíření, toleranci určité modifikace biotopů a předpokládané velké populaci za málo dotčený druh. Hlavní hrozbu představuje, podobně jako v případě jiných místních druhů, především ztráta přirozeného prostředí.